# Dusona gibbosa
Dusona gibbosa là một loài tò vò trong họ Ichneumonidae.